# Julio César Puppo
Julio César Pupppito (Montevideo, 10 de junio de 1903- Ib., 15 de julio de 1966) fue un escritor y periodista uruguayo que escribió para numerosas revistas a veces utilizando su nombre real y en otras el seudónimo El Hachero.

## Biografía
Inició su actividad en 1923 en El Diario como cronista de deportes.
Fue redactor en jefe de la página deportiva del diario El País. También participó en la revista Mundo Uruguayo y en el diario El Plata, utilizando el seudónimo El Hachero y en otras ocasiones Triplenne y Juan Pérez.
Sus escritos aparecieron en numerosas revistas y diarios, además de las mencionadas arriba, destacan El Popular, Marcha y La Tribuna Popular. trataban sobre los desclasados y los insatisfechos que se mezclaban con anécdotas de fútbol, tango y noches de copas.
En la revista Peloduro integró el equipo de redacción, apareciendo sus escritos en casi todos los números de la revista.

## Obras
- Crónicas de El Hachero (1940), Editorial Nueva América, Montevideo. Incluye 71 crónicas.
- Ese mundo del Bajo (1965), Editorial Arca, Montevideo.
- "Nueve contra once" (1976), Editorial Arca, Montevideo.
- "Crónicas" (1982), Ediciones de la Banda Oriental, Montevideo. Con las crónicas publicadas en la revista "Marcha" entre el 23 de febrero de 1963 y el 31 de diciembre de 1965, más tres ya publicadas en "Crónicas del Hachero", 24 crónicas en total.